# Caecognathia agwillisi
Caecognathia agwillisi is een pissebed uit de familie Gnathiidae. De wetenschappelijke naam van de soort is voor het eerst geldig gepubliceerd in 1979 door Seed.